# Francesca Porcellato
Francesca Porcellato (Castelfranco Veneto, 5 settembre 1970) è un'atleta paralimpica, fondista e paraciclista italiana.
Vanta 13 partecipazioni ai Giochi paralimpici (10 ai Giochi estivi e tre a quelli invernali) e quindici medaglie conquistate.

## Biografia
Soprannominata "la rossa volante", gareggia sulla sedia a rotelle perché paraplegica da quando, a diciotto mesi, fu investita da un camion; si è avvicinata all'atletica leggera a diciassette anni: «Quando mi hanno dato la prima carrozzina l'unica cosa a cui ho pensato è stata quella di farla andare più veloce che potevo - ha spiegato -. Ce l'ho fatta».

### Carriera atletica
Atleta versatile, si cimenta su distanze che variano dai 100 m alla maratona (vincendo, tra l'altro, quelle di New York, di Londra, di Boston e di Parigi). Ha partecipato a sei edizioni dei Giochi paralimpici estivi, da Seul 1988 a Pechino 2008, vincendo quattordici medaglie. La Porcellato a Pechino è stata anche portabandiera.

### Carriera sciistica
Dopo i Giochi paralimpici estivi di Atene 2004 si è dedicata anche allo sci di fondo paralimpico, partecipando ai Giochi paralimpici invernali di Torino 2006 e Vancouver 2010. Il 21 marzo 2010 ha conquistato la medaglia d'oro nella gara di sprint.
Infine ha partecipato ai Giochi paralimpici invernali di Soči 2014.

### Carriera ciclistica
Dopo le esperienze in atletica e sci di fondo, si è concentrata sulla carriera paraciclistica, gareggiando su handbike nella categoria H3. Nel 2015 ai campionati del mondo su strada di Nottwil (prima partecipazione iridata) si è aggiudicata due medaglie d'oro, nella cronometro e nella gara in linea H3; nella stessa stagione ha vinto un oro e due argenti in eventi di Coppa del mondo.
Ai Giochi paralimpici di Rio de Janeiro 2016 ha conquistato 2 medaglie di bronzo mentre ai successivi Giochi di Tokyo 2020 si è aggiudicata una medaglia di argento.

## Palmarès

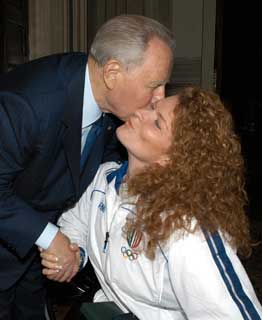
Francesca Porcellato con il presidente della Repubblica Italiana, Carlo Azeglio Ciampi, durante la cerimonia di conferimento del grado di ufficiale dell'Ordine al merito della Repubblica italiana, il 27 ottobre 2004.

### Atletica leggera
Giochi paralimpici 
- 10 medaglie[6]:
  - 2 ori (100 m, 4x100 m a Seul 1988)
  - 3 argenti (200 m a Seul 1988; 100 m, 800 m a Atene 2004)
  - 5 bronzi (4x200 m, 4x400 m a Seul 1988; 400 m a Barcellona 1992; 100 m a Sydney 2000; 400 m a Atene 2004)

 Mondiali 
- 9 medaglie[7]:
  - 4 ori (100 m a Stoke Mandeville 1997; 100 m, 200 m a Christchurch 1999; 800 m a Taipei 2007)
  - 3 argenti (200 m a Stoke Mandeville 1997; 100 m, 200 m a Birmingham 1998)
  - 2 bronzi (100 m, 200 m ad Assen 2006)

 Europei 
- 10 medaglie[8]:
  - 7 argenti (200 m, 400 m, 800 m a Nottwill 2001; 100 m, maratona ad Assen 2003; 100 m, 200 m a Espoo 2005)
  - 3 bronzi (200 m, 800 m ad Assen 2003; maratona a Espoo 2005)

### Sci di fondo
Giochi paralimpici 
- 1 medaglia[6]:
  - 1 oro (sprint a Vancouver 2010)

 Coppa del Mondo 
- 1 podio[9]
- 1 vittoria[10]
- 2 podi a Canmore in Canada 2014

 Coppa del Mondo - vittorie 
| Data            | Luogo   | Paese   | Disciplina    |
| --------------- | ------- | ------- | ------------- |
| 28 gennaio 2010 | Bessans | Francia | Sprint seduti |

### Ciclismo
Giochi paralimpici 
- 3 medaglie[6]:
  - 1 argento (Tokyo 2020 - Cronometro femminile H1-3)
  - 2 bronzi (Rio de Janeiro 2016)

## Riconoscimenti
- Premio Sport e Solidarietà dell'Associazione Volontari Italiani del Sangue nel 2010
- Ambasciatrice della Fondazione di Ricerca in Neuroriabilitazione San Camillo Onlus di Venezia nel 2012[17]